# Maximià
|  | Per a altres significats, vegeu «Galeri Maximià». |

Marc Aureli Valeri Maximià (llatí: Marcus Aurelius Valerius Maximianus; nascut cap al 250 i mort cap al juliol del 310), dit igualment Maximià Herculi, fou emperador romà entre el 286 i el 305. Fou cèsar entre el 285 i el 286 i august entre el 286 i el 305. Compartí aquest últim títol amb el seu coemperador i superior, Dioclecià, l'habilitat política del qual complementava perfectament el temperament marcial de Maximià. Es passà la major part del seu regnat en campanya. A finals del 285 reprimí la revolta dels bagaudes a la Gàl·lia.
Després d'una abdicació acordada amb el seu col·lega, va tornar a proclamar-se emperador el 307 per ajudar el seu fill Maxenci a assolir la successió. Va passar la major part del seu regnat lluitant a les fronteres de la part de l'imperi assignada, occident, en diferents punts: Gàl·lia, Germània, Hispània i Àfrica. La defensa de Britànnia la va confiar al seu gendre Constanci. Un cop instaurat el seu fill en el tron, no es va voler retirar i va ser perseguit per diversos bàndols fins que va optar pel suïcidi.

## Orígens i personalitat
Maximià va néixer a Sírmium (Pannònia) en una família humil de botiguers. Es va allistar a l'exèrcit durant el regnat d'Aurelià (r. 270–275), va seguir amb Probe (r. 276–282), probablement va participar en la campanya a Mesopotàmia de l'emperador Marc Aureli Car l'any 283 i és possible que també estigués present durant l'elecció de Dioclecià com a emperador el novembre del 284 a Nicomèdia.
Sext Aureli Víctor, historiador del segle iv, el va descriure com un home fiable, una mica avorrit i amb gran talent militar. A banda d'aquestes virtuts, no tenia coneixements històrics, com s'ha deduït d'un panegíric de l'època, i sembla que preferia l'acció a la reflexió.L'escriptor Lactanci va deixar caure en els seus escrits que Maximià, quan va tenir càrrecs de poder, aprofitava la seva posició per obtenir favors sexuals.
Es va casar amb Eutròpia, una vídua d'origen sirià, amb qui va tenir dos fills: Maxenci i Fausta. Eutròpia del seu primer marit (un desconegut) tenia una filla, Flàvia Maximiana Teodora, que es va casar amb Constanci Clor.

## Nomenament com a cèsar
Maximià va destacar pels seus serveis a l'exèrcit i probablement va ser amic de Dioclecià, per això quan aquest va idear un nou sistema de govern, la tetrarquia, va pensar sense dubtar en ell. El 285 Dioclecià va optar pel sistema de partició del govern sense desfer l'Imperi Romà en dos Estats, sinó en dues administracions: la d'Orient governada per ell i la d'Occident que va confiar a Maximià. En aquest nou sistema, tots dos governants tindrien el títol d'august i la dignitat d'emperador. Com a primer pas el juliol del 285 el va proclamar cèsar, un títol que indicava que seria el seu successor. El següent pas va ser l'1 d'abril del 286, quan va rebre oficialment el nom d'august i també li va donar el nom honorífic d'Herculius, mentre que el mateix Dioclecià agafava el de Jovius. Es tractava d'una al·lusió al déu principal de la religió romana, Júpiter i al mític heroi grec Hèracles (Hèrcules per als romans) que va ser capaç de complir amb èxit dotze tasques de consecució gairebé impossible.
Un cop es van acabar les cerimònies d'entronització, Maximià va assumir el control de la part del territori que li corresponia i va marxar cap a la Gàl·lia per lluitar contra la rebel·lió dels bagaudes, mentre Dioclecià viatjava cap a orient a controlar la seva part.

## Campanyes a la Gàl·lia i Germània
Maximià va emprendre la lluita contra els bagaudes a finals d'estiu del 285. Els detalls de la campanya són escassos i no proporcionen cap detall tàctic: les fonts històriques només esmenten les virtuts i les victòries de Maximià. El panegíric de Maximià del 289 diu que els rebels van ser derrotats amb una barreja de duresa i indulgència.Els bagaudes no eren invasors sinó que, fins al moment se'ls havia considerat habitants de l'imperi, per tant no es van celebrar triomfs, ni l'emperador es va afegir un agnomen que memoritzés la victòria. Cap a finals d'any, la zona estava pacificada i Maximià va traslladar el gruix del seu exèrcit cap a la frontera del Rin, gaudint d'una temporada d'estabilitat.
A la tardor del 285, dos exèrcits de bàrbars que viatjaven junts, un format per burgundis i alamans, i l'altre per hèruls i chaibones, van travessar el Rin i van penetrar a la Gàl·lia. El primer exèrcit va quedar abandonat i van morir víctimes de la fam i les malalties, mentre que l'altre exèrcit era interceptat pels romans i derrotat. A partir de llavors van preparar per futures campanyes de defensa, establiments fortificats a: Moguntiacum, Augusta Treverorum i Colonia Agrippina.

## La revolta de Carausi
Tot i que la major part de la Gàlia estava pacificada, les regions properes al canal de la Mànega encara patien atacs pirates de francs i saxons. Els emperadors Probe i Carí havien començar a construir fortificacions a la costa però encara quedava molt per fer. En resposta al problema, Maximià va nomenar Carausi, un menapi de la Germània Inferior (sud-oest dels actuals Països Baixos), la vigilància del canal i mantenir-lo lliure d'atacants. Carausi va complir amb eficàcia i cap a finals del 285 havia capturat força vaixells pirates,però aviat va arribar la notícia que, en lloc de tornar a la població el botí dels pirates, Carausi se'l quedava en benefici propi. Maximià va ordenar la seva captura i execució. Carausi va fugir a les illes britàniques on va convèncer les tropes d'allà perquè li donessin suport: les legions II Augusta i XX Valeria Victrix es van passar al seu bàndol, anteriorment una legió de la Gàlia (probablement la XXX Ulpia Victrix) també li havia fet costat. Carausi només va haver de lluitar contra uns pocs fidels a Maximià i després es va proclamar emperador. Sembla que no tenia intenció d'anar cap a Roma per apoderar-se de la resta de l'imperi sinó que el que pretenia era ser independent.
Maximià poca cosa podia fer, no tenia una flota, ja que se l'havia confiat a Carausi, i, a més, estava enfeinat lluitant contra els hèruls i els francs. Mentrestant, Carausi va ampliar la flota que ja tenia, llogant mercenaris francs. A la tardor del 286 va començar a encunyar moneda amb el seu nom per al nou Estat que va anomenar Imperium Britanniarum, la puresa d'aquestes monedes va fer que es guanyés el suport dels mercaders britànics i gals.

## Campanyes al Rin

### Les campanyes del 286 i 287
Se sap que durant el 286 i el 287 va estar ocupat en la defensa del Rin, però no hi ha més detall sobre la lluita.
L'1 de gener del 287, s'estava portant a terme una cerimònia de lliurament del feix romà en presència de Maximià, la qual va haver de ser interrompuda perquè va arribar la notícia de nous atacs dels bàrbars. Ràpidament va canviar la toga per l'armadura i va marxar a lluitar contra ells. Al seu retorn, encara que no va aconseguir dispersar-los totalment, es va celebrar la victòria.
Maximià pensava que els alamans i burgundis que habitaven a prop de la riba del Mosel·la eren una amenaça i va decidir atacar ell abans d'esperar a ser atacat. En una sola batalla els va vèncer i després va perseguir els que havien fugit, demostrant la seva superioritat en territori enemic.

### Contra els alamans
A la primavera següent es va trobar amb Dioclecià i van acordar unir esforços contra els alamans i preparar una expedició naval contra Carasi. A finals d'any Maximià va comandar un atac pels Agri Decumates (al voltant del naixement del Rin i del Danubi), mentre Dioclecià atacava la Rècia. Per allà on van passar van cremar els conreus i van deixar els alamans sense mitjans de subsistència. Després de la guerra van reconstruir les ciutats, que aquesta vegada quedaven per ser habitades per romans, les que quedaven a prop de la frontera les van fortificar.

### Constanci i Gennobaudes
A començaments del 288, Maximià va encomanar al prefecte pretorià Constanci Clor, marit de la seva filla Teodora, l'atac contra Carausi i els seus aliats francs que controlaven l'estuari del Rin. Constanci va marxar cap al nord causant estralls i els francs van demanar la pau. Un cop recuperats els territoris del poder de Carausi, Maximià va posar com a rei dels francs a Gennobaudes, el qual restaria en submissió a l'Imperi Romà controlat per Maximià.
Maximià va permetre l'assentament d'algunes tribus a condició que acceptessin una relació de vassallatge amb els romans, eren els frisii, els salii i els chamavi, que es van situar en una franja estreta entre els rius Waal i Rin, des de Noviomagus fins a Traiectum.

## Persecució de cristians
El 303 Dioclecià va pensar que l'acceptació de diverses religions era dolent i va promulgar un edicte prohibint les creences contràries a la tradicional romana. Maximià va aplicar l'edicte amb igual severitat a la seva part de l'imperi i va causar la mort per martiri de molts cristians, entre ells Eulàlia de Barcelona, Vicenç d'Osca i Magí de Brufaganya.

## Darreres campanyes a Gàl·lia i Britànnia

### Expedició contra Carausi
El 289 es va preparar una nova expedició contra Carausi, però va ser un fracàs, sembla que a causa d'un temporal. Dioclecià va tornar en suport de Maximià i tots dos es van trobar a Mediolanum a finals del 290 o començaments del 291 i van dedicar molt de temps a parlar de política en privat. Potser va ser llavors quan es va gestar la idea de la tetrarquia, és a dir, cadascun d'ells hauria de nomenar un home de confiança com a successor de cada meitat de l'imperi.Tanmateix, van rebre una delegació del senat romà amb els qui no havien tingut temps d'intercanviar impressions des de feia temps. Quan es van acomiadar no es tornarien a trobar fins al 303. L'1 de març del 293, a Mediolanum, Maximià va nomenar cèsar al seu gendre Constanci; un mes després Dioclecià va fer el mateix amb Galeri.

### Expedició contra Al·lecte
Constanci va fer fora els seguidors de Carausi que quedaven a la Gàl·lia. El 293 va saber que els britànics havien assassinat a Carausi i ara tenien com a cap a Al·lecte, l'anterior tresorer.L'estiu del 296 Maximià va sortir d'Itàlia per cobrir la costa nord de la Gàl·lia mentre Constanci travessava el canal per atacar Al·lecte. A la batalla de North Downs va morir Al·lecte i els romans van continuar fins a Londínium, on els habitants els van aclamar com a llibertadors.

## Campanyes al nord d'Àfrica
Maximià es va centrar en el govern a Mauretània on havien estat atacats per tribus amazigues. El 296, Maximià va muntar un exèrcit amb la unió de guerrers procedents de la guàrdia pretoriana, Aquileia, Egipte, legionaris de les terres del Danubi, auxiliars de la Gàl·lia i Germània, i alguns reclutats a Tràcia, tots plegats van travessar Hispània durant la tardor. Abans de travessar per l'estret de Gibraltar es van enfrontar a alguns moros que feien pillatge a la costa hispànica i també alguns pirates francs.
Pel març del 297, Maximià va iniciar una forta ofensiva contra els amazics. La campanya es va allargar i va restar l'hivern a Cartago.No content amb haver-los fet fora del territori imperial, Maximià es va aventurar perseguint-los més enllà i infligint el major càstig possible. El 10 de març del 298 va tornar triomfal a Cartago i el 299 va tornar a Roma.

## Període de descans
Després de la campanya a Mauretània, Maximià es va prendre una temporada de descans vivint a Aquileia i Mediolanum, deixant la responsabilitat de les qüestions bèl·liques en mans de Constanci. Es diu que tenia terroritzat el senat, atès que quan algú li portava la contrària falsejava proves per inculpar-lo i que el condemnessin a mort. L'any 303 Dioclecià va anar a Roma on tots dos es van trobar per celebrar els seus vint anys de regnat (vicennalia); sembla que va aprofitar l'ocasió per convèncer Maximià d'abdicar conjuntament i traspassar els seus títols d'august als cèsar Constanci i Galeri. S'esperava que, quan Constanci i Galeri fossin emperadors, el fill de Constanci, anomenat Constantí i el de Maximià, Maxenci, que s'havien criat com a germans a Nicomèdia, assumirien el títol de cèsars i serien amb el temps els emperadors d'Occident, Constanci com august i Constantí com a cèsar, i Orient, Galeri com august i Maxenci com a cèsar. L'any 304, Maximià va presidir els jocs Seculars i aquest va ser el darrer acte oficial abans de la seva retirada.

## Fi del regnat
En lloc del que estava acordat, en abdicar Dioclecià en 305, Galeri va donar el títol de cèsar a Sever i a Maximí. Maximià havia acceptat segurament a contracor la retirada i quan va saber que amb els nomenaments a la part oriental de l'imperi, el seu fill Maxenci havia quedat exclòs de la successió, es va tornar a incorporar al poder en 307 va sortir del seu retirament a Lucània i va ser reconegut altre cop august, només per donar suport a la rebel·lió del seu fill Maxenci. El seu geni militar va permetre repel·lir l'atac de Sever, que, com a August d'Occident havia de sufocar la usurpació en nom de Galeri. Sever va ser acorralat a Ravenna, es va haver de rendir i fou executat per ordre de Maxenci en 307. El mateix any, Maximià va visitar Constantí a la Gàl·lia i va fer un acord amb ell: Constantí es va separar de Minervina, la mare del seu fill Crisp i es va casar amb Fausta, la filla de Maximià, amb qui va tenir tres fills, Constantí, Constanci i Constant, que més tard esdevindrien els seus successors com a emperador, i dues filles, Constantina i Helena. Amb el nou matrimoni, Constantí va segellar una aliança amb Maximià. Sense estar autoritzat per fer-ho, Maximià fins i tot va nomenar Constantí August , la qual cosa va subratllar la implicació de Constantí en la tetràrquica "dinastia herculiana" de Maximià, de la qual Constantí probablement esperava obtenir una legitimitat addicional. Tanmateix, això significava que l'acord amb Galeri ja no era vàlid.
Maximià i Maxenci no van tardar a estar enfrontats. Presumiblement l'antic emperador va reclamar tot el poder per ell mateix, però Maxenci, que havia rebutjat mentrestant un atac de Galeri, va rebutjar amb confiança la demanda de dimissió del seu pare. A la Conferència Imperial de Carnunt de 308, a la qual Dioclecià va tornar a fer una aparició política, Maximià es va veure obligat a dimitir. Constantí va ser desposseït del seu títol d'august, però va tornar a la tetrarquia com a cèsar i, per tant, no es considerava un usurpador a diferència de Maxenci. A més dels emperadors orientals Galeri i Maximí Daia, el coemperador de Constantí a la tercera tetrarquia va ser Licini, que havia de ser el nou August a l'oest. Maximí Daia no va acceptar que Licini, que mai havia tingut la dignitat de cèsar, estigués ara per sobre d'ell i Constantí tampoc no estava disposat a retrocedir a la segona línia, mentre que Licini no tenia els mitjans per afirmar la seva sobirania a l'oest i derrotar Maxenci. Galeri va intentar mediar i va anomenar tant Constantí com Maximí Daia "Fills dels Augustos", però poc després es va veure obligat a reconèixer també la dignitat d'august d'ambdós. Per tant, la Conferència Imperial no va tenir cap efecte estabilitzador i només va posposar el conflicte posterior.
Maximià, ara privat de tots els mitjans de poder fou acollit cordialment pel seu gendre Constantí l'any 308 a la Gàl·lia però no li va permetre exercir un paper polític. Tanmateix, Maximià no estava satisfet amb una vida com a ciutadà privat i l'any 310 va maquinar contra Constantí, que estava lligat al front del Rin per la defensa contra els francs i es va tornar a proclamar emperador per tercera vegada negociant amb el seu fill Maxenci en contra de Constantí. Constantí, assabentat, va baixar pel Saona i el Roine i es va presentar a Arelàtum, on era Maximià i el complot va fracassar. Maximià va fugir a Marsella, on s'entregà i fou perdonat però va provar d'induir a la seva filla Fausta d'ajudar-lo a destronar Constantí, i llavors aquest li va donar a escollir la forma de morir i es va suïcidar el febrer del 310, cosa que després va fer servir el seu fill Maxenci per declarar la guerra a Constantí però aviat fou obligat a suïcidar-se o ser executat, tot i ser el sogre de Constantí, perquè tornava a conspirar. Fou enterrat a Mediolànum.